# Pacheco Domacassé
Venancio Benjamin (Pacheco) Domacassé (Rincon, 1 april 1941 - Curaçao, 22 maart 2022) was een Curaçaos docent, muzikant, acteur, toneelschrijver en regisseur. Hij had grote invloed op het gebied van cultuur in Curaçao en de andere eilanden van de Nederlandse Caraïben.

## Leven en werk
Pacheco Domacassé werd geboren op Bonaire en groeide op in Antriol en Playa Pabou. Op 12-jarige leeftijd verhuisde hij naar Curaçao. Hij begon zijn carrière als onderwijzer. Daarnaast was hij zanger-gitarist en was in de jaren zestig actief als manager van de beatgroep The Teenage Shadows, waarin zijn vrouw, Diana Lebacs, zong. Begin jaren zeventig na de opstanden van 30 mei 1969 maakte Domacassé, tezamen met zijn vrouw, zich hard voor de anti-kolonialistische bewustwording van de eigen identiteit en geschiedenis. Door zijn toewijding aan cultuur stapte hij op 33-jarige leeftijd over naar de dienst onderwijs en cultuur van het eilandgebied Curaçao, waar hij twintig jaar lang hoofd was van de sectie cultuur. In deze functie was hij onder meer voorzitter van de Commissie inauguratie Curaçaose volkslied en initiator van de seú optocht op Curaçao. Hierna was Domacassé directeur van de Arubaanse schouwburg en cultuurorganisatie, Cas di Cultura.
Schrijven was zijn hobby; hij begon met gedichten schrijven maar publicatie bleef uit. Domacassé schreef in het Papiaments. In januari 1970 ging zijn eerste toneelstuk Opus I in première in Centro Pro Arte te Willemstad. Het stuk, bij uitzondering in het Nederlands, was onder regie van Dolf de Vries. Opus I was een mix van toneel, muziek (soul) en dans en bracht als eerste van zijn werken vernieuwing in het Antilliaanse theater. Een jaar later volgde Tula, een toneelstuk over de Curaçaose slavenopstand van 1795 en het eerste over de slavernijgeschiedenis vanuit de perspectief van een zwarte Curacaoënaar. Het verhaal werd in hoofdlijnen gebaseerd op onderzoek van de historicus H.J. Hamelberg (1862-1918), terwijl de werkliederen van de slaven, zoals de tambú en de kantika di rebelion, door etnomusicoloog Eric La Croes geschreven werden omdat er van de opstand geen liederen bekend waren. Tula werd opgevoerd door de toneelgroep Nos Kousa met Eddy Kelly in de hoofdrol van de slavenleider Tula. De regie was in handen van Tone Brulin, bijgestaan door Domacassé; hierna regisseerde Domacassé zelf zijn eigen toneelwerken. Andere grote werken waren Tochi en Konsenshi di un Pueblo (Geweten van een Volk) Dit laatste stuk droeg hij op aan het volk van Bonaire en werd gespeeld door Bonaireaanse acteurs. Het wordt gezien als een hoogtepunt in de Antilliaanse literatuur, mede door het gebezigde Papiaments.
Domacassé behoort tot de meest radicale Antilliaanse toneelschrijvers vanwege zijn stukken Tula en Konsenchi di un Pueblo. Zijn voorstellingen en theatershows waren in het algemeen geïnspireerd door de geschiedenis. Hij hield doorgaans naast Curaçao ook voorstellingen op de andere Antilliaanse eilanden. Tussen 1971 en 1981 richtte hij op Curaçao en Bonaire verschillende toneelgezelschappen op, zoals Grupo Nos Kousa en Rhythm Theatre, die zijn eigen werken opvoerden. In de jaren tachtig stapte hij over naar televisie en film. Hij heeft om en nabij een tiental films geproduceerd. 
Na zijn pensioen was hij voorzitter van de stichting Fundashon Kultural Seú Kòrsou, van de Stichting Nationale Parken, de Piar Stichting en de stichting Almirante Luis Brion.
Pacheco Domacassé overleed onverwacht op 80-jarige leeftijd. Hij was sedert 1976 getrouwd met Diana Lebacs, actrice en kinderboekenschijfster, die vier maanden na zijn dood overleed. Samen hadden zij twee zoons.

## Onderscheiding
In 1977 kreeg hij de Sticusaprijs voor zijn toneelstukken. Hij werd benoemd tot Ridder in de Orde van Oranje-Nassau en in de Orde van Andrés Bello, derde klasse.

## Werken

### Theater
- Opus I (1970)
- Tula (1971)
- Tochi (1972)
- Konsenshi di un pueblo (1974)
- Mision Imposibel (1974, eenakter)
- Bashan (bewegingsspel, 1976)
- Kompa Nanzi den tow (1979)
- E pida baranka
- Famia Kibni (1981)

### Televisie en film
- Duel in de diepte (1979, televisieserie)
- Boka Sarantonio (1985, coproductie van Antilliaanse Televisiemaatschappij en NOS-televisie)
- Boneriano, hòmber di laman (documentaire)
- The Changing Statia (documentaire)